# Dunnage
[source insuffisante]
 (juin 2024).
Le fardage est un matériau peu coûteux ou un déchet utilisé pour charger et sécuriser la cargaison pendant le transport; plus généralement, il fait référence aux bagages divers, apportés pendant le voyage. Le terme peut également faire référence à une cargaison non prioritaire utilisée pour remplir la capacité de transport qui, autrement, serait expédiée en sous-poids.
Dans le contexte de l'expédition de produits manufacturés, le fardage fait référence au matériau d'emballage utilisé comme remplissage de protection à l'intérieur du carton, de la boîte ou de tout autre type de conteneur utilisé pour empêcher que la marchandise ne soit endommagée pendant l'expédition. Ces matériaux comprennent du papier bulle ; papier ouaté, émietté ou déchiqueté; polystyrène; packs d'air gonflés; et d'autres matériaux.

## Lois internationales
Lors du déchargement d'un navire, le problème se pose parfois du devenir du fardage. Parfois, le fardage ne peut pas être débarqué en raison des droits de douane sur le bois importé ou des règles de quarantaine pour éviter que les insectes nuisibles étrangers ne soient importés dans une autre écosystème, et par conséquent, souvent le fardage indésirable est ensuite jeté par-dessus bord et ajoute au problème du bois flotté de la région.
Selon le droit américain et international (MARPOL 73/78, Annex V), il est illégal pour les navires de jeter son fardage à moins de 25 milles marins (46 km) du rivage. Actuellement, la Convention internationale pour la protection des végétaux (CIPV), un organisme de réglementation international, oblige ses 134 pays signataires à se conformer à la NIMP 15, exige que tout le bois de calage soit traité thermiquement ou fumigé avec des pesticides et marqué d'un sceau accrédité. Il existe plusieurs cas où des insectes étrangers sont entrés par voie terrestre et ont dévasté l'écosystème, ruinant même les cultures.[réf. nécessaire]

## Construction
Dans la construction, le bois de calage est souvent de la ferraille ou du matériel manufacturé jetable, dont le but est d'être placé sur le sol pour soulever les matériaux de construction afin de permettre l'accès aux chariots élévateurs et aux élingues pour le levage, et de les protéger des intempéries.
Le fardage peut également faire référence à une plate-forme structurelle pour l'équipement mécanique. Il s'agit généralement de structures en acier ouvertes situées sur le toit d'un bâtiment, constituées de poutres en acier supportées par des poteaux ou des murs porteurs. Ils sont utilisés pour soulever l'équipement du toit pour diverses raisons, y compris l'accès pour l'entretien à la fois à la surface du toit et à l'équipement lui-même, ou pour fournir un dégagement pour garder l'équipement à l'abri des intempéries, qui pourraient s'accumuler sur le toit. Dans cette utilisation, le fardage est généralement une partie permanente de la structure du bâtiment pour la durée de vie de l'équipement supporté.

## Sacs de fardage

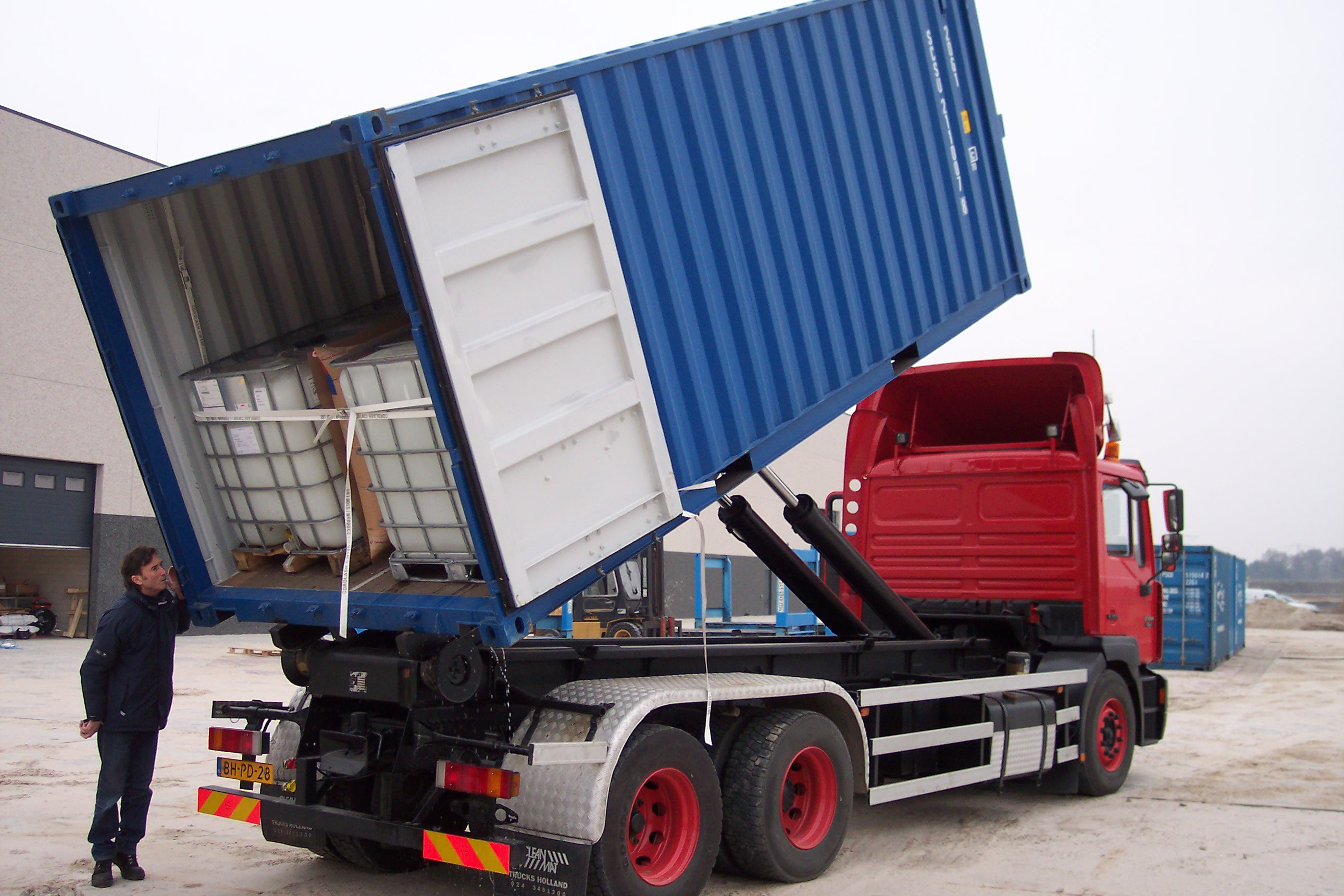
Sacs de fardage dans un conteneur ISO

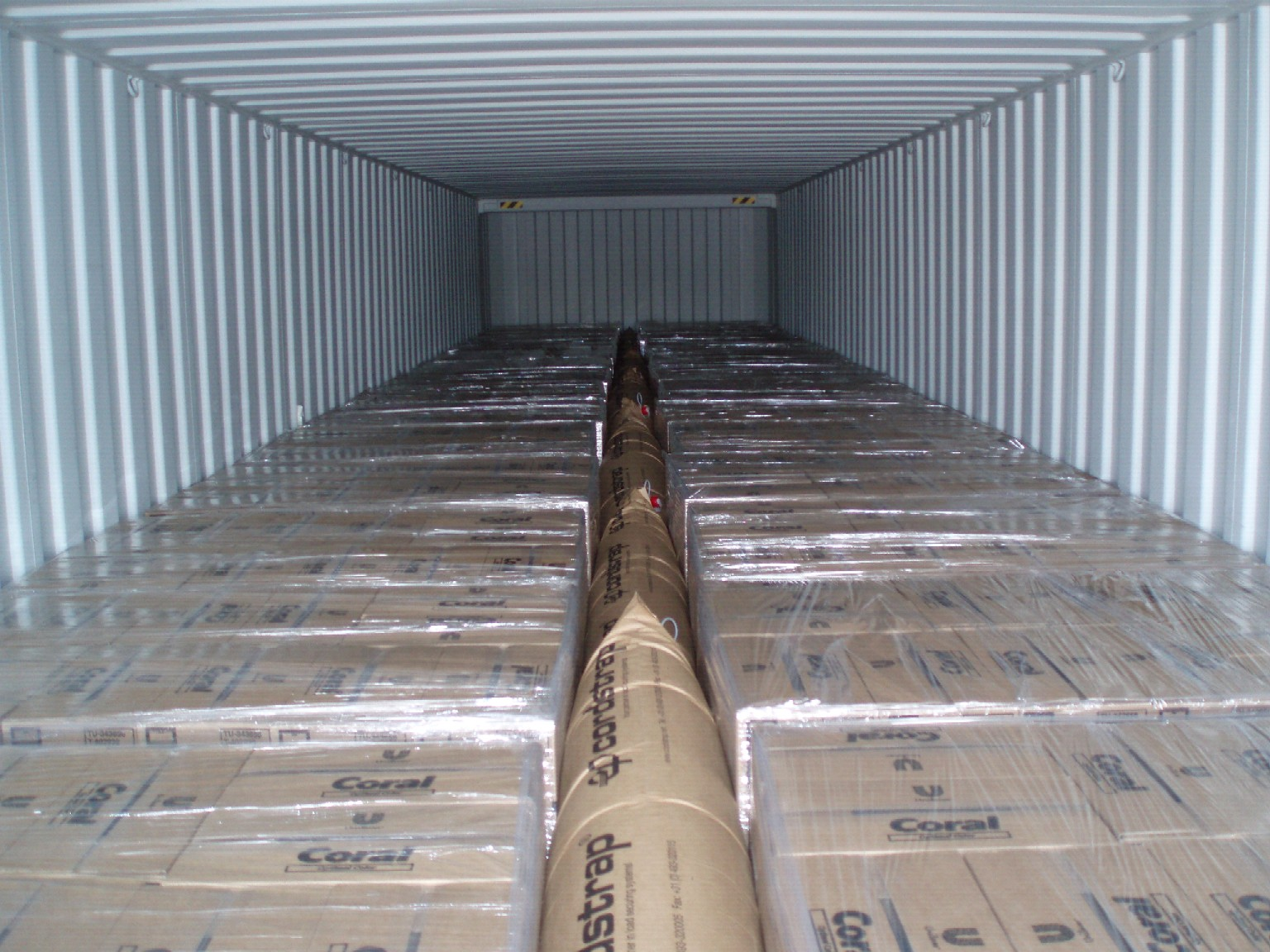
Utilisation de sacs de fardage dans un conteneur

Les sacs de fardage sont des poches remplies d'air qui peuvent être utilisées pour stabiliser, sécuriser et protéger la cargaison pendant le transport. Les sacs de fardage sont placés dans les vides entre les articles de fret. Ils peuvent être utilisés dans tous les modes de transport ; routier, ferroviaire, maritime ou aérien.
À l'origine, des sacs en caoutchouc étaient utilisés pour caler les palettes à l'intérieur des camions. Ils ont évolué vers des sacs en papier kraft avec un intérieur en plastique. Le cerclage métallique étant devenu moins populaire, de nombreuses entreprises utilisent désormais des sacs à base de polyéthylène ou de vinyle en raison de leur faible coût. Il est important de faire correspondre la taille du sac au vide afin de parfaitement caler la cargaison.
À partir des années 1950, plusieurs transporteurs de fret ferroviaires américains ont commencé à proposer des wagons couverts équipés de dispositifs d'arrimage du chargement pour éviter tout ripage (glissement / déplacement) pendant le transit. Ces voitures étaient généralement étiquetées "Damage Free" ou simplement " DF ". L'équipement intérieur a permis d'éliminer le besoin de fardage fourni par le client.

## Transport maritime
Le fardage pour la sécurisation des cargaisons dans les cales des navires a évolué des planches de bois formant des «berceaux» aux systèmes mécaniques modernes de poteaux et de douilles à ressort, illustrés par les «pogo sticks» utilisés sur les navires de la US Navy Combat Logistics Force (CLF) qui assuraient le ravitaillement à la mer. Le fardage sépare la cargaison dans la cale et empêche le déplacement (ripage) de la cargaison du fait des mouvements du navire pouvant être particulièrement violents, dans certaines circonstances (mauvaise météo).

## Construction navale
En construction navale, le fardage est couramment utilisé pour symboliser des éléments tels que des machines à souder, des tuyaux, des échelles et des échafaudages qui ne font pas partie du navire et ne resteront pas à bord une fois qu'il sera terminé.[réf. nécessaire]

## Utilisations diverses du terme
Les pourvoiries (terme français du Canada) et les muletiers utilisent le terme fardage lorsqu'ils transportent du fret, comme du matériel de camping et des vivres, mais ne transportent pas de passagers. Dans les filets de pêche, le « fardage » peut faire référence à un renforcement des bords du filet. Il a toujours été largement utilisé au Royaume-Uni pour les effets personnels d'un marin, comme dans « Rangez votre fardage et faites rapport au premier lieutenant ». De nombreuses installations de fabrication utilisent le terme fardage pour désigner les conteneurs et les emballages utilisés pour leurs produits finis. Cela peut être n'importe quoi, des boîtes en bois ou des bacs en acier aux paniers en fil métallique et aux plateaux en plastique. Généralement, cet emballage est conçu spécifiquement pour contenir le produit en cours de fabrication et est exclusif aux exigences des installations de fabrication. Sur certains navires, il est utilisé comme un euphémisme pour les déchets humains.